# Indoramin
Indoramin ist ein α1-Rezeptorenblocker (Alphablocker), der als Arzneistoff zur Behandlung des Bluthochdrucks verwendet wird (Antihypertensivum).

## Wirkung
Die Wirkung von Indoramin beruht auf einer Erweiterung der Blutgefäße.

## Nebenwirkungen
Unter anderem kann es zu Beginn der Behandlung mit Indoramin zu Sedation, Mundtrockenheit, Schwindel oder Ejakulationsstörungen kommen. Eine orthostatische Dysregulation ist selten.

## Handelsnamen
Indoramin ist in Deutschland unter dem Handelsnamen Wydora® erhältlich.

## Synthese

Synthese Pfad beschrieben in